# Burki
Burki – historycznie osada leśna (obecnie ulica) w Sławkowie, w latach 1870–1954 miała status gromady w gminie zbiorowej Sławków, w latach 1954–1961 wchodziła w skład gromady Niwa, od 1961 roku powtórnie w Sławkowie (w latach 1977–1984 wraz z nim w Dąbrowie Górniczej). Według danych urzędu miasta w latach 20. XX wieku Burki liczyły 230 mieszkańców. W okresie II wojny światowej funkcjonowała nieoficjalnie niemiecka nazwa Burkenau. W przeszłości działały tu małe kopalnie węgla kamiennego: „Sławków” (założona w 1814), „Michałów” (1856–1920), „Teodor” (lata 70. XIX w.), i „Józef” (1875–1923). Dzięki funkcjonowaniu tej ostatniej kopalni Burki połączone były od 1915 linią kolei wąskotorowej ze szlakiem linii kolejowej Sławków – Strzemieszyce. Torowisko tej kolei rozebrane zostało po drugiej wojnie światowej. 
Burki należą do parafii w Sławkowie. Z powodu znacznej odległości od kościoła parafialnego, w latach 1959–1971 czynione były przez proboszcza sławkowskiego ks. J. Mruczkowskiego i lokalną społeczność bezskuteczne starania o wybudowanie w Burkach kaplicy. Mimo braku zezwolenia ks. J. Mruczkowski odprawiał w Burkach corocznie mszę z okazji poświęcenia pól, a mieszkańcy w 1971 wybudowali nielegalnie drewnianą kapliczkę, rozebraną przez władze powiatowe w Olkuszu 8 czerwca 1971.
29 marca 1952 Rada Ministrów zatwierdziła plan budowy Zakładu Przygotowania Rud w Burkach, zajmującego się uszlachetnianiem rud żelaza i przygotowywaniem wsadu do wielkich pieców hutniczych (zakład rozpoczął działalność w 1957). Od 1967 Zakład Przygotowania Rud produkował około miliona ton granulatu rocznie, zatrudniając w latach 70. XX w. ponad 800 osób. Usytuowany na szlaku kolejowym z Żurawicy zakład połączony został na przełomie lat 80. i 90. XX w. z szerokotorową Linią Hutniczą Szerokotorową. Obecnie na jego terenie znajduje się Euroterminal w Sławkowie.
W Burkach znajduje się oczyszczalnia ścieków Miejskiego Zakładu Wodociągów i Kanalizacji w Sławkowie o przepustowości 400 m³ na dobę. Działa tu tartak oraz pensjonat dla koni. Ulica otoczona jest lasami Wspólnoty Leśnej Sławków. W jej okolicach znajdują się wilgotne łąki i sadzawki z licznymi stanowiskami storczyków (kruszczyk błotny, kruszczyk rdzawoczerwony, kruszczyk szerokolistny, kukułka szerokolistna i wyblin jednolistny).
W okolicach Burek wchodzi na teren Sławkowa część udokumentowanego złoża czwartorzędowych piasków podsadzkowych „Szczakowa-Maczki”. eksploatowanego poza obszarem gminy przez CTL Maczki-Bór.
Przez Burki przechodzą dwa szlaki turystyczne:
 niebieski (okrężny z Olkusza do Bukowna)
 żółty (z Maczek do Ryczowa)
Komunikacja autobusowa obsługiwana jest przez linię 949 KZK GOP.
| Numer linii | Trasa podstawowa |
| ----------- | --- |
| 949         | Burki Pętla - Burki - Niwa Schronisko - Dębowa Góra - Sławków Dworzec PKP - Sławków Szkoła - Sławków Rynek - Sławków ZWM |